# Saison 17 des Mystères de l'amour
Chronologie
Saison 16 Saison 18
Cet article présente la dix-septième saison de la série télévisée française Les Mystères de l'amour.

## Synopsis de la saison
Le bébé d'Hélène et Nicolas va bien, ce sont des parents comblés. Ingrid et Audrey continuent de réfléchir a des plans pour récupérer l'argent de Peter. Peter se méfie d'elles, mais son ami Julot est tombé sous leur charme... A cause d'Éric et de Mélanie, le couple Fanny et Christian se sépare. Fanny va d'ailleurs partir a Nashville terminer son album avec Johanna. Christian s'est mis en couple avec Nadège, puis, il a recueilli Charlene. Marie veut faire tomber Ingrid. Elle s'infiltre en prison pour avoir des aveux, mais c'est Olivia (une autre infiltrée) qui obtiendra ses aveux. Malheureusement, Tania, s'étand rendu compte qu'elle avait parlé a une policière se suicide. Marie est déçue, Ingrid n'ira pas en prison. Julot fait semblent d'être SDF pour sauver son entreprise. Il s'appelle Jules de Beau Manoir. Il veut la fortune de Peter. Mais grâce à Rudy, il va être arrêté et Peter sauvé. Peter a fait donation de toute sa fortune a des associations, il s'est ruiné, a la plus grande déception d'Ingrid et Audrey. Audrey lors de la fin de saison appelle Ingrid et déclare :
«C'est terrible ! Il est devenu fou, il a tué Étienne, il ne bouge plus !». Audrey parle évidemment d'Antoine Valès ! 
En bref, la saison 17 de LMDLA a été marquée par la Tentative de Marie pour piéger Ingrid, la séparation de Fanny et Christian, la trahison de Julot, le plan d'Audrey et Ingrid pour avoir la fortune de Peter et l'évasion d'Antoine...

## Distribution

### Acteurs principaux (dans l'ordre d'apparition au générique)
- Hélène Rollès : Hélène Vernier/Girard
- Patrick Puydebat : Nicolas Vernier
- Philippe Vasseur : José Da Silva
- Cathy Andrieu : Cathy Da Silva
- Richard Pigois : John Greyson
- Laly Meignan : Laly Polleï
- Elsa Esnoult : Fanny Greyson
- Sébastien Roch : Christian Roquier
- Tom Schacht : Jimmy Werner
- Laure Guibert : Bénédicte Breton
- Macha Polikarpova : Olga Poliarva
- Carole Dechantre : Ingrid Soustal
- Magali Semetys : Marie Dumont
- Marjorie Bourgeois : Stéphanie Dorville
- Serge Gisquière : Peter Watson
- Angèle Vivier : Aurélie Breton
- Tony Mazari : Hugo Sanchez
- Ambre Rochard : Mélanie
- Lakshan Abenayake : Rudy Ayake
- Marion Huguenin : Chloé Girard (Jusqu'à l'épisode 2)
- Jean-Baptiste Sagory : Sylvain Pottier
- Manon Schraen : Léa Werner
- Benjamin Cotte : Nicky McAllister Vernier
- Sowan Laube : Erwan Watson (crédité au générique mais n'apparaît dans aucun épisode)
- Maéva El Aroussi : Gwen Watson

### Acteurs récurrents
- Rochelle Redfield : Johanna McCormick
- Audrey Moore : Audrey McAllister
- Fabrice Josso : Étienne Varlier
- Elliot Delage : Julien Da Silva
- Allan Duboux : Éric Fava
- Julie Chevallier : Béatrice Guttolescu
- Nadège Lacroix : Nadège Girard
- Charlène François : Sophie
- Guillaume Tarbouriech : Julot/Jules de Beaumanoir (jusqu'à l'épisode 24)
- Charlène Le Mèr : Charlène, la nouvelle chanteuse de Christian
- Frank Delay : Pierre, ex-moniteur de ski et amant de Laly
- Romain Migdalski : Jorge, le "copain" de Béatrice
- Sandrine Sengier : Tania, la codétenue d'Ingrid
- Dylan Raffin : Pedro, le petit-ami de Julien
- Olivier Kuhn : Le procureur Louis Deneuve
- Meryl Rakoto : Olivia, la codétenue (infiltrée) de Tania et fiancée du procureur Deneuve
- Jérémy Wulc : Jérémy Sibert
- Jean-Luc Voyeux : Guéant
- Olivier Quéméner : Olivier Morvan
- Marie-Céline Courilleaut : Ophélie (Épisode 1)
- Karim Saison : Arnaud, le psy de Laly (Épisode 1)
- Richard Gallet : Richard, l'ingénieur du son
- Yoann Sover : Paul Vauclair
- Jean-Yves Tual : Ivan, l'informateur d'Ingrid

## Liste des épisodes
1. Rupture et aveux
2. Fausses interprétations
3. Fatales coïncidences
4. Changements de partenaires
5. De mal en pis
6. Consultations
7. Ruptures difficiles
8. Amours brisés
9. Rencontres surprenantes
10. Piège et décision
11. Rencontre inattendue
12. Otages
13. Complications en chaîne
14. Départ surprise
15. Nashville 2
16. Nouvelle inattendue
17. Pièges et surprises
18. La loi de Murphy
19. Tristes surprises
20. Demandes multiples
21. Dénouements
22. Triste retour
23. Suprêmes sacrifices
24. Solitudes
25. Les yeux de l'amour
26. Nouveau danger